# Ostoja przyrody Bunkrowe Wzgórza
Ostoję przyrody Bunkrowe Wzgórza powołano do życia w 2003 roku z inicjatywy stowarzyszenia Towarzystwo Bory Dolnośląskie, za zgodą władz gminy Szprotawa. Terenem ostoi objęto ok. 20 ha nieużytków zlokalizowanych na peryferiach nieczynnego lotniska wojskowego, przylegających od północy do kompleksu leśnego Bory Dolnośląskie.
W skład tych nieużytków wchodzą: zarastające stawy, postępujące torfowiska, lasy bagienne, bór suchy, łąki kserotermiczne, garaż lotniczy, bunkier dowodzenia, pas utwardzony, całoroczny rów leśny Kamienny Potok.

## Cele ustanowienia
Głównymi argumentami za utworzeniem na tym obszarze strefy ochrony przyrodniczej były i są:
1. Zachowanie cennego i jedynego takiego na tym obszarze ekosystemu wodno-leśnego, a w związku z tym:
a) zachowanie wodopojów dzikiej zwierzyny
b) zachowanie żeremi bobrowych
c) zachowanie siedlisk gadów i płazów
d) zachowanie siedlisk owadów
e) zachowanie siedlisk ptactwa wodnego
Ponieważ w promieniu 20 km nie występuje żadne miejsce spełniające taką rolę w takim wymiarze.
2. Zachowanie mikrostrefy klimatycznej, mającej bezpośredni wpływ na stan wilgotności powietrza w okolicy, a tym samym na jego czystość i jakość.
3. Utrzymanie małej retencji wodnej, jaką tworzą na terenie ostoi stawy i postępujące torfowiska, celem zapewnienia funkcji przyrodniczych oraz zminimalizowania stopnia zagrożenia pożarowego wobec otaczających ostoję suchych łąk i borów sosnowych.
4. Zachowanie terenów i obiektów o charakterze zabytkowym, mającym znaczenie dla badań i promocji historii miasta. Mowa o bunkrze dowodzenia i torfowiskach, z których część jest reliktem gospodarczego pozyskiwania torfu i rudy darniowej żelaza.
5. Stworzenie naturalnej – zielonej bariery ochronnej wobec wiechlickiej strefy przemysłowej, dla zapewnienia równowagi ekologicznej.
6. Stworzenie ośrodka badań przyrodniczych i edukacji regionalnej dla gminnych szkół
7. Stworzenie obiektu promocji gminy Szprotawa
Ostoja z samej definicji ma za zadanie chronić naturalny stan zachowania na danym terenie, przy minimalnej, a najlepiej bez jakiejkolwiek ingerencji.

## Opieka i edukacja regionalna
Ostoją opiekuje się powołany przy TBD Klub Przyjaciół Ostoi. W jego imieniu porządku na terenie ostoi strzegą upoważnieni strażnicy społeczni. Z powodu nagminnego zaśmiecania terenu, licznych dziur wykopanych przez zbieraczy złomu, kradzieży elementów metalowych i betonowych oraz zagrożeń wynikających z funkcjonowania tu niegdyś lotniska wojskowego (niewybuchy, dziury, ukryte druty itp.) i charakteru przyrodniczego (np. występowanie żmii zygzakowatej) wstęp na teren ostoi bez upoważnionego przez TBD przewodnika jest zabroniony.
Na terenie ostoi organizowane są regionalne lekcje przyrodnicze i historyczne oraz integracyjne dla dzieci i młodzieży oraz grup zorganizowanych. Atrakcje obejmują: przemarsz ścieżką przyrodniczo-edukacyjną przez bagna, zwiedzanie tam zbudowanych przez bobry, obserwacje płazów, gadów i ptactwa, przemarsz podziemną trasą – bunkier dowodzenia, zwiedzanie magazynu atomowego, zwiedzanie garażu lotniczego (także pas startowy), poznanie historii terenu ostoi i lotniska, gry i zabawy plenerowe, ognisko.